# 賭博黙示録カイジの登場人物
賭博黙示録カイジの登場人物は、福本伸行の漫画作品『賭博黙示録カイジ』およびその続編『賭博破戒録カイジ』・『賭博堕天録カイジ』・『賭博堕天録カイジ 和也編』・『賭博堕天録カイジ ワン・ポーカー編』・『賭博堕天録カイジ 24億脱出編』に登場する架空の人物の一覧。
「声」はアニメ『逆境無頼カイジ』、BeeTV版、パチンコ版、パチスロ版における担当声優。特記が無いものはアニメ版の声優。「演」は実写映画版や舞台版におけるキャスト。

## 主人公
伊藤 開司（いとう かいじ）
声 - 萩原聖人（アニメ・BeeTV版・回胴黙示録カイジ3以降のパチスロ版・CR弾球黙示録カイジ2以降のパチンコ版）、櫻井孝宏（パチンコCR弾球黙示録カイジ）、矢尾一樹（パチスロ回胴黙示録カイジ）、浪川大輔（パチスロ回胴黙示録カイジ2）、小西克幸（ポーカーチェイス）
演 - 藤原竜也（実写映画版）、山崎大輝（舞台）
本作の主人公。年齢は初登場時（1996年3月）で推定21歳。1974年生。（誕生日は4月2日～12月31日）身長178cm。喫煙者であり、マールボロを喫煙する姿が描かれている。作中を通じ、服は上着を前開きで着ており、敵味方問わず、どのような状況においても名字の「伊藤」でなく「カイジ」と下の名前で呼ばれている。作者によるとダサ格好良い名前として「カイジ」を選び、「伊藤」は適当に決めた。
高校卒業後、東京に上京してきたフリーターの青年。実写映画では千葉県出身。遠藤が行った近辺調査では、父親は故人。パート勤めの母親・初江と公務員の姉がいるとされている。定職に就かず、「しょぼい酒」と博奕に明け暮れ、さらに街で見かけた違反駐車の高級車への悪戯で憂さを晴らすという、社会的地位の高い人間の足を嫉妬心から引っ張るなど、極めて自己中心的な性格である。
以前のバイト先の知人である古畑の借金の保証人となったため、その肩代わり返済のために遠藤にギャンブル船「エスポワール」へ招待されたことを機に、危険なギャンブルの世界に足を踏み入れていく。
「生きる目標」というものを全く考えていないため、平穏な環境下では、坂崎に「人間のクズ」と言われるほど、怠惰で自堕落なダメ人間。高校時代から遅刻は当たり前で、パチンコやパチスロに入り浸り、さらには怪しい攻略商材を買うなどして母親を泣かせていた。だが、命が懸かった極限の状況下に置かれると、並外れた度胸、博才、洞察力を発揮し、論理的思考と天才的発想による「勝つべくして勝つ策略」をもって、博奕地獄を必死に戦い抜いていく。
石田には「土壇場で奮い立つことが出来る人間」「勝てる人間」と評されており、利根川や兵藤などの強大な相手に対しても、臆することなく勝ちをもぎ取らんとする利己的な人間である。エスポワールから始まった「極限の状況下」での実力は、カイジを打ち負かした勝負強者の兵藤ですら一目置くほどであるが、「破戒録」冒頭で、「極限でないと動けない」と自認しており、遠藤に危険なギャンブルを求め接触して結果、地下帝国に放り込まれる、地下帝国脱出後も平穏下では自堕落に戻り、危険な勝負を心のどこかで渇望する等、危うい面も見せている。
どんな状況であろうと信頼した人間を裏切ることは決してしないが、逆に信頼を寄せた人間に裏切られる経験を何度も繰り返しており、たびたび苦い思いを味わわされている。そのため他人を突き放す口ぶりが多い。居候先で坂崎に様々な形で迷惑をかけ続けているにもかかわらず平然としていたり、かなり陰湿な一面もある。
ギャンブルはほぼ常に命懸けであるため、賭けに敗れたペナルティーや、勝つための捨て身の作戦のために計4か所（アニメ版では3か所）に大ケガを負っている。エスポワールでは、別室に入った時に「21」という数字の烙印を左二の腕に押され（アニメ版ではカット）、Eカード戦では利根川のイカサマを破るためにトイレの鏡へ頭をぶつけた際に左頬に切り傷を負い、その直後には作戦のために左耳を一度まるごと削いでいる。Eカード戦後の兵藤和尊に挑んだクジ引き戦では、敗れた代償として左手の親指以外の４本を根元から切断させられた。切断した左耳と左手指は接合手術で元通りとなり、後遺症も見られないが、長髪で隠れて見えない左耳を除けば、それらの傷痕はその後も生々しく残っている。
ギャンブル中毒になっている一方、神懸り的偉業を知る者からは伝説の博徒として知られ、裏世界では多少、名を馳せている。また、偶然か必然か、挑む勝負にはことごとく「帝愛」の存在があり、死闘を重ねる度に切るに切れない縁を痛感している。
一度経験したことを有意義に活用する機転と発想力を持ち、24億円脱出編では帝愛の目を欺き混乱させるために、レンタル車を囮として隠し、代わりに現金24億円という質量を積載して楽に移動し、宿泊施設を張り込まれることも考慮してキャンピングカーをレンタルし、さらに預金に変えるために銀行に通う内に銀行のシステムを理解し、賞金首を懸けられ、帝愛負債者が全国の銀行の一階受付を張り込んでいる最中で、負債者はおろか、遠藤や黒服たちですら門外漢で絶対に利用することがない新事業融資や外貨などを取り扱う２階や別室経由で預金手続きをして、着実に預金を進めた。

## 帝愛グループ
遠藤 勇次（えんどう ゆうじ）
声 - 内田直哉（アニメ版）、小杉十郎太（BeeTV版）、玄田哲章（パチスロ版）、津田健次郎（『トネガワ』アニメ版）、高橋良輔（ゲーム『激熱の街』）
演 - 天海祐希（実写映画版）、兼崎健太郎（舞台）
表向きは帝愛グループの傘下にある「遠藤金融」社長だが、その実態は法外な高利貸し（カラス金）を請け負う悪徳ヤクザ。カイジを裏世界に招き入れた張本人。
友人から肩代わりしてしまった借金を取り立てにカイジの前に現れ、ギャンブル船「エスポワール」へと誘った。4ヶ月後に再び現れ、スターサイドホテルにカイジと佐原を向かわせる。その後、1000万近くに増えた借金を背負いながら、なおギャンブルの紹介を求めるカイジを「チャンスは二度まで」という帝愛の決まりにより、地下労働施設に送り込んだ。
グループ内では利根川派に属していたが、利根川の失脚により自身も完全に落ち目になり、メインの仕事を外されてしまう。その後、客の夜逃げなどで負債がたまり、帝愛の課した多額の上納金が支払うことができなくなり、窮地に追い込まれてしまう。その矢先、起死回生のために地下から一時脱出したカイジと共闘し、難攻不落のパチンコ「沼」に挑む。資金が尽きた際、自分の逃亡用の資金をカイジの説得で貸し付けたりする情実も見せた（ただし、これには後述するウラがあった）。
カイジの活躍で「沼」で大当たりに成功して大金を入手。ホテルでカイジと坂崎と共にドンチャン騒ぎを楽しんでいた際に2人に無味無臭の睡眠薬を盛った後に途中でカイジに貸し付けた金の借用書に10分で3割複利の極めて法外な利息を支払う条項を記載して最終的にはカイジを裏切り、後からやって来た部下達と共にカイジから一億円以上せしめた後に逃亡。しかし、多少の仲間意識は生じていたらしく勝利の瞬間を思い出し、利息以上に取ること、坂崎の取り分に手を出すようなこと、複利の時間を取り分を分ける時まで引き延ばすことはしなかった。カイジの前から部下達と共に姿を消す前に心の中で「もう、会うこともあるまい」と呟いていた。遠藤のこの行為は悪質だったが、カイジが借用書にサインした事もあり、あくまで金融会社の仕事を全うしただけである為に、カイジがかつて自分を裏切った仲間達を思い浮かべる際は遠藤のみ思い浮かべることはないが、この一件もあってか後述の『24億脱出編』でカイジに「死神」と評されることになる。
『24億脱出編』では（事前にどういった会話がなされたのかは不明だが）黒崎の命により帝愛のために動いている。現在の役職はカイジ・チャン・マリオ捜索本部の部長である。そのため、部下たちからは「遠藤部長」と呼ばれている。「沼」の縁から坂崎がカイジ逃亡の手助けをし、彼のために車を購入・手配したのではないか？と睨み、帰宅途中の坂崎を拉致し、事務所へと連れてきた遠藤は、かつて一条が使った拷問器具「血のマニキュア」を坂崎の指に嵌め込み、カイジの居場所を吐くように脅す。しかしその最中、部下からカイジが立ち寄ったとおぼしきレンタカー屋から連絡があったという知らせを聞き、歓喜の叫びをあげつつ坂崎を拘束から解放。自身の勘違いにより車の件には無関係であった坂崎に対しばつの悪い表情を見せ、謝罪をしないどころか開き直って追い出し同然に釈放した。諸々の行動を見た一部の黒服達からは、本当にカイジ達を発見できるのかと不信感をはらんだ目で見られる結果となる。
その後はカイジが実家に立ち寄る可能性があると4人の帝愛社員に張り込みを指示し、団地に立ち寄った際に張り込み班の報告からカイジが帰宅している可能性がある事を察する。しかし一方で「団塊の世代」の自分とは対照的に学力があるだけで実戦では役に立っていない4人組に歯痒さを感じ、カイジを捕縛しようとするもカイジの奇策により一足早く脱出され、張り込み班の気の緩みにキレて1人を絞殺しそうになる。そしてカイジが脱出している事をまだ知らない遠藤は団地内に潜伏している可能性があると張り込みの継続を指示、4人には喝を入れるべく連帯責任で過食を強要した。
本部に戻った遠藤はもう一度状況を整理するも、囮として乗り捨てられた車により車以外の方法で移動していると思い込み、さらに単純計算で240kgもある24億円が、キャスター付きのキャリーバッグで3人で運べば1人あたり80kgと意外と楽に移動できると勝手に解釈し、長年の体験もあって「タクシーや鉄道などの手段で移動している」と思い込んでしまい、その自論があまりにも現実味があったため、それを聞いた黒服達もすっかり信じ込んで完全にお門違いの捜査をしてしまい、カイジ達を茨城県で発見したという報を聞いた際もやみくもにBank(銀行)、Business Hotel(宿泊先)、Station(駅)のBBSに捜査を集中させすぎてまんまと逃げられ、さらに時期の悪い事に3月の花粉症のシーズンでマスクをして外出する者が多くなり捜索が困難になり、時が経つに連れていたずらに時間と労力を浪費する結果となってしまう。そして全国の負債者が宝くじ感覚でダメ元で発見の通報するため、本部内はひっきりなしに着信音が鳴る羽目となり、今まで格下だと見下していたカイジに逆に踊らされているという苛立ちも相成って、いわゆるテレホンノイローゼになってしまったが、そんな遠藤を労うためにキャンプに誘い、その時に黒崎が乗ってきたキャンピングカーを見て、ようやくカイジ達がキャンピングカーで活動している事に気付いた。そして彼らがキャンピングカーを借りたのが「『地球のどまん中』有馬猛商店」だと目処を付け訪れるも、有馬が知らぬ存ぜぬで通したことやカイジからの忠告で借用書等の書類を自宅に持ち帰ったため、何の情報も得ることが出来なかった。その後、光山からマリオ発見の通報を受けるも信用せず相手にしようとしなかったが、西嶋からそれが事実であるという報告を受けマリオ確保のために自ら百貨店に赴き黒服達の陣頭指揮を執る。
実写映画版では遠藤 凛子（えんどう りんこ）という女性に変更され、帝愛グループで利根川と対立する派閥の筆頭という設定になっている。
映画1作目で利根川との出世競争に敗北し、出世コースからは外されるも、Eカードで軍資金を使い果たしたカイジに暴利で5000万円を貸し付け、カイジが利根川に勝利した事により、2億5000万円もの大金を手に入れる。更に原作同様の10分3割複利の金利とカイジに破壊された車の修理代でカイジの取り分の殆どをせしめ、結果的に約5億もの金を得て部下と共に帝愛グループを脱退した。
映画2作目には原作の役割を利根川が受け持っており、登場しない。
利根川 幸雄（とねがわ ゆきお）
声 - 白竜（アニメ版）、小林清志（パチスロ版）、森川智之（『トネガワ』アニメ版・ゲーム『激熱の街』）、銀河万丈（ポーカーチェイス）
演 - 香川照之（実写映画版）、名高達男（バラエティ版）、森山栄治（舞台）
帝愛グループの最高幹部の一人。『賭博黙示録』のほぼ全編にわたりカイジの大敵となる。
ギャンブル船エスポワールでの「限定ジャンケン」・スターサイドホテルでの「鉄骨渡り（人間競馬・電流鉄骨渡り）」を取り仕切り、社会の本質を突いた真言とも主催者側の都合を通す為の詭弁とも言える強烈で巧みな弁舌を駆使して、負債者たちを叱咤し命懸けのギャンブルへと誘い込む。長年に渡り成功し続けてきた凄腕の猛者であり、それ故に負債者たちを見下し、その死に際しても心を痛めない酷薄さを持つ。一人称はワシや私だが、怒りなどの感情を表すと俺になる。
二度の鉄骨渡りの後、カイジと「Eカード」での直接対決も行い、百戦錬磨の実力とカイジの耳に仕掛けた装置で脈を図ってカイジの心の動きを読むというイカサマでカイジを圧倒し追いつめる。しかし勝負の途中で一度「読み違い」をしてしまい、兵藤にそれをネチネチと責められたことを不自然に思ったカイジに考える余地を与えてしまう。結果耳の装置のイカサマを見破られ、その上で逆手にとったカイジの捨て身の策によって敗北。さらに最終試合も、利根川の優秀さに起因する弱点(優秀過ぎるが故に、自分の判断を疑えない事)を突いたカイジの奇策によって敗北した事で、勝ち星の数こそカイジを上回っているものの、カイジの目標金額2000万円をまんまとせしめられる結果に終わる。そのため兵藤の怒りを買い、焼けた鉄板の上で10秒間土下座をするという「焼き土下座」に掛けられる。焼き土下座を自力で10秒間やりきった者はかつていなかったが、誰の力も借りないと宣言した通り一人で12.47秒（アニメ版では12.24秒）耐えぬき、最後に意地と矜持を示した。
帝愛グループ内で失脚してからの消息は不明だが、Eカードでカイジに敗れ廃人同様になったとされる。遠藤によると、失脚しなければ黒崎ではなく利根川が帝愛No.2に収まっていたかもしれないとされる。失脚後は直接作中には登場しないが、兵藤と共に悪魔的な猛者として、また地獄の中で意地を貫き通した気高き人間としてカイジの脳裏に焼き付いており、写真や回想で時折登場する。
映画シリーズでは、原作よりも若く設定されており、1作目で原作同様Eカードでカイジに敗北し破滅するが、2作目で再登場。原作での遠藤の立ち位置で、失脚した地位を取り返すべく、カイジと手を組んで『沼』攻略に挑む。一度は逃亡するも帝愛のブラックカードで1000万円を調達しカイジに渡す。攻略後、「もうひと勝負」と手作りのEカードでカイジに勝負を挑むが全てイカサマで、二人の取り分がすべて焼失したという体でカイジの取り分も奪ってしまう（ただし地下の仲間を解放した「祝勝会」のためと、5万円だけ手渡した）。ラストシーンでは、祝勝会後胴上げされるカイジを車中から見つめ、仲間に囲まれる様子を羨む様子を見せている。
スピンオフ作品『中間管理録トネガワ』では利根川を主人公とし、中間管理職故の苦悩がコミカルに描かれている。最終話ではコマにはどこかの浜辺で沈みゆく太陽を見つめる利根川の姿が描かれている。こちらについての詳細な行状は中間管理録トネガワ#登場人物を参照。
兵藤 和尊（ひょうどう かずたか）
声 - 津嘉山正種（アニメ版）、渡部猛（パチンコ版）、茶風林（パチスロ版）
演 - 佐藤慶（実写映画版）、村田充（舞台）
「帝愛グループ」の総帥である老人。部下からは「会長」と呼ばれている。全編を通じたカイジの宿敵であり、彼を倒すのがカイジの最終目標でもある。
莫大な資産を所有するも、なおも飽きることなく世界中の金をかき集め、帝愛による「王国」を築こうとする金の亡者。嗜虐癖を持つサディストでもあり、人が苦しむ姿を見る事と常軌を逸したギャンブルを何よりの愉悦としており、暴利によって弱者から搾取し、博奕で負けた者に「器官破壊」「指切断」「焼き土下座」「地下強制労働」といった懲罰を強制し、返済のできない債務者を死に追いやることに躊躇いを感じないばかりか、快楽すら感じている。その矛先は多重債務者のみならず失態を演じた部下に対しても例外ではなく、兵藤の機嫌を損ねた者は利根川や一条のように容赦ない制裁が科せられる。そのため、兵藤に仕える者たちは彼の勘気に触れないように彼がいなくなる最後まで気をぬかず、細心の注意を払わなければならなかった。
残虐非道かつ醜悪な怪人物。カイジにとっては最も忌むべき相手だが、自らを「王」と称するだけあり単なる「強運の持ち主」というだけには留まらず、あらゆる面において常人を遥かに凌駕する力と閃きを持つ。自身のこれまでの人生経験に基く世の中の真理を突いた発言も多い。また、勝負事においては自身が不利になる可能性があるに関わらず、どこかフェアな一面も持ち合わせる。老齢ながらも頭は切れている。真偽は定かではないが、「以前は困っている人間を見捨てられず助けようと金を貸していたが、幾度も裏切られてきた」とも語っている。また、残虐非道なだけという人物でもなく、幼少期の和也が黒ひげ危機一発で遊んでいる様子を見て「人を刺すゲーム」を子供に与えて良いのか心中で悩むという、やや極端ながらも真っ当な倫理観を持ち合わせている事を表す描写がある。
命を張るべきところで躊躇なく張ったり、痛烈なペナルティから目を逸らさずに受け入れるカイジの性格には一定の評価を下しており、「凡人とは一線を画す」と評してはいるが、根本的には虫けらのような扱いをしており、また認めているがゆえに、カイジが破滅する場面に執着している節がある。
莫大な資産を有するが、なお足りないと渇望する。その一方で、社会が崩壊すれば金が無価値と化すとシビアにとらえ、たとえ核戦争が起きても豪勢に生活できるのが真の金持ちであると、地下シェルターを建設させる。また、ステーキを手掴みで食べたり、巨大な器に入れられたワインを犬のように舐めて飲んだりするといった、変わった飲食の仕方をする癖があり、周りにいた黒服達をドン引きさせた。
第一章「希望の船」のラストにシルエットで初登場。第二章「絶望の城」編での最終局面、「ティッシュ箱くじ引き」でカイジと直接対決をし、王の王たる由縁を見せつけて完勝した。以後のストーリーでも兵藤と帝愛の存在はカイジの運命に立ちはだかり続ける。外国人である妻のソフィーとの間の子に和貴と和也がいる。
スピンオフ作品『中間管理録トネガワ』では事あるごとに部下の利根川を振り回す話の通じない人物として描かれる。また同じくスピンオフ作品『1日外出録ハンチョウ』では彼の些細な機嫌が地下施設の労働者にまで影響する様子が描かれる。

### 賭博破戒録から登場する帝愛関係者
黒崎 義裕（くろさき よしひろ）
声 - 堀内賢雄（アニメ版）、宮内敦士（『トネガワ』アニメ版）、上別府仁資（ゲーム『激熱の街』）
演 - 嶋田久作（劇場版第2作）、吉田鋼太郎（劇場版第3作）
帝愛グループにおける最高幹部の一人。利根川の失脚後、帝愛No.2の地位を不動のものにする。カイジから「大将」と呼ばれた。。
カイジを典型的な「野良犬」と言い表しつつも、牙は抜けていないと警戒しながら勝負師としての力量を評価している。「地下」での勝負でカイジが大金を手にした際には、結果に奮いたった囚人達の労働意欲に影響するため、外出権（地下に入って1年未満の者は時期尚早として外出させない仕来りがある）においてカイジに特例を認める。パチンコ「沼」編の一条に対しても忠告や（半ば脅しに近い）叱咤激励するなど、部下への気遣いも見られる。『24億脱出編』では帝愛関係者内で最もカイジを知る人物として遠藤を指名、今までの遺恨を水に流すと説得し、捜査本部長に起用した。更に遠藤の失態に対しても、出来る限りのフォローをするなど見込んだ人間には誠実な態度を取っている。
帝愛ではNo.2の地位にいながらも驕ることはなく、周囲に配慮をする一面があるため、部下達から厚い支持を得ている。見かけでは利根川とは違い「いい人」である。また会長のような暴力・嗜虐的な行為を嫌っており、少なくとも「常識人」ではある。
かなりのアウトドア派で、特注のキャンピングカーを購入しバーベキューを自ら用意して振る舞うなど、趣味の枠を超えて本格的に拘っている。家庭でも家族（妻と子供2人がいる）を思いやる「いい父親」であろうと努力はしているのだが、彼以外の3人はどちらかと言えばインドア派でウケが悪いため苦悩しており、帝愛を定年退職したら『男はつらいよ』の渥美清のように全国を旅したいと思っている。兵藤の機嫌をうまく取っているように見えるが、実際はそれなりに考えて行動している様子で、『24億脱出編』では遠藤相手に弱音を吐きたがる。人前では第一人称は「ワシ」や「私」、気の置けない者の前では「俺」である。
『中間管理録トネガワ』では利根川曰く「言いにくいことをいつも躊躇なく指摘でき、そして常に好反応に繋がる」人物として利根川のライバルとして描かれる。こちらでは、時折相手を畏怖させる無言の圧力を放っており、底が見えない人物として描かれている。
『1日外出録ハンチョウ』では、宮本にE班を案内され、沼川が作った発酵食品を試食して気に入り、全部持ち出した。
　映画『カイジ ファイナルゲーム』では、兵藤に直訴して派遣会社「良善興業」を設立しており、わずか数年で日本の派遣業界のトップに君臨し「日本の派遣王」と呼ばれている。帝愛ランドのゲーム「最後の審判」でカイジ達と対決する。

#### 「パチンコ「沼」編」から登場する帝愛関係者
一条 聖也（いちじょう せいや）
声 - 浪川大輔（アニメ版・ゲーム『激熱の街』）、置鮎龍太郎（パチスロ版）
演 - 伊勢谷友介
人喰いパチンコ「沼」を有する裏カジノの若き店長。25歳。
高校時代の学力は高かったが、何らかの複雑な事情で大学進学を諦め、帝愛グループ系列の裏カジノに就職し、下働きから7年でカジノの店長に昇進した。
帝愛No.2の黒崎に目をかけられている幹部候補生であり、かつて自分を見下した高校時代の同級生達を見返すためにも、兵藤会長亡き後の帝愛グループの幹部昇進を志し、兵藤の陰湿ないじめにも耐え抜いてきた。
帝愛の幹部候補生だけあって相応の実力を持ち、坂崎の演技を見破ったり、他のカジノメンバーが気付かない中で、カイジの仕掛けた策や罠に逸早く気付いたりと、その才能の片鱗を作中で何度も見せている。
身だしなみに気を使っており端整な顔立ちをしている。兵藤会長の人間性を嫌っているが、言葉や思想は世の中の真理を突いているものだと認めている。
表向きは温和だが実際は尊大で内心では人を見下しており、カイジを制裁という名でリンチする際、器具を使い生爪の間に針を差し込み全ての指を「血のマニキュア」にするという、中世に行われた拷問並みの所行を行うなどの残忍さも見せる。
「沼」に仕込んだ万全な妨害で坂崎の挑戦を完膚なきまでに退け、その後も沼攻略を狙うカイジを警戒していた。しかし、カイジの緻密な計画による二度目の「沼」挑戦にて仕込んでいたあらゆる妨害対策をカイジに覆され、二転三転の激戦の末、遂に当たりを出される。
その後、ゲームの様子を終始見ていた兵藤の怒りを買い、「沼」の貯め玉を一般客に放出した損害約7億円の代償として、地下懲役1050年（1000万につき15年収容の計算）の制裁を下される。カジノから連行される際、カイジに「這い上がって自分に報復しに来い」と激励を受け、涙ながらにカイジに後のリベンジを誓った。
実写映画版では、友人(水野晴之)に騙され借金の連帯保証人にされて地下に送られたこと、カイジと同じくブレイブメン・ロード（鉄骨渡り）の生還者であるというエピソードが追加されている。ただし一条の場合、地下で知り合った仲間たちが罵りあい裏切りあう様を見てきた結果、人間不信に陥り、仲間を救おうとするカイジを偽善者だとして個人的に特別敵視していることが色濃く描写されている。そのため、沼を用いた決戦への想いがより明白になっており、より一層カイジのライバルらしくなっている。最後はカイジに敗北したことで帝愛に多大な損害をもたらしたため、黒崎の指示によって地下労働1035年の制裁が下され、カジノから連行された。
『中間管理録トネガワ』にも登場する。沼での接待の様子が描かれたが球のほとんどがクルーンに入るY設定釘や、クルーンのハズレ球が復活するフェニックスシステム等の露骨すぎる接待をし「接待が下手くそ過ぎる」と利根川に呆れられてしまった。
スピンオフ作品『上京生活録イチジョウ』ではカイジと出会う前の一条を主人公とし、後輩の村上とともにフリーター生活をする様子が描かれている。
村上 保（むらかみ たもつ）
声 - 河本邦弘（アニメ版）、虎島貴明（『トネガワ』アニメ版）
演 - 柿澤勇人
裏カジノの主任。好戦的な性格で、気に喰わない相手には容赦しない。
「沼」の対決時、一条の補佐役を務めるが、カイジのトリックに理解が及ばない描写が目立った。しかし、終盤では一条の指示を待たず、切り札「風のバリア」を発動させるという機転を利かせ、カイジを窮地に追い込んだ。
カジノでボロボロになった客に取り付けた盗聴器から流れる愚痴を聞きながら、酒を飲むのを最高の愉悦としている（アニメ版ではカット）。「沼」でカイジに当たりを出された後の消息は不明。
実写映画版では、沼の陥落に連座して地下送りになるという結末を遂げた。
スピンオフ作品『上京生活録イチジョウ』ではカイジと出会う前の一条の後輩として同居生活を送り、一条の失脚後も再起を待つ様子が描かれた。
優しいおじさん（仮称）
声 - 藤原竜也
年配の「黒服」。氏名や素性などは一切不明。
「沼」に挑むカイジを連行するため、カジノで勝負の行く末を静観していた。一条の確保および地下へ連行した後、カイジが取りつけていた時計型の逃走防止装置を外すため、彼の元を訪れる。その際、獲得した金が大幅に減ったにもかかわらず、45組を裏切るどころか、石田の解放すら打診するカイジの人格に半ば困惑しながらも要求を聞き入れた。
45組と石田の解放時、再びカイジの前に姿を現す。その際、残っていた所持金10万円全てをパチンコで失い、45組に再会することをためらっていたカイジに対し、「クソヒーロー」と罵りながらもポケットマネーから無償で3万円を差し出し、45組と石田に顔を見せるよう取り計らう。その際、カイジから「優しいおじさん」と呼ばれ、涙を流して深く感謝された。
アニメ版では、実写映画版でカイジを演じた藤原竜也が声を担当している。
実写映画版では、彼自体は登場こそしないものの、代わりに利根川が彼の役割を行っており、製品版で追加されたシーンで三好が、「優しいおじさん」という発言をしている。

### 賭博堕天録から登場する帝愛関係者
村岡 隆（むらおか たかし）
声 - 木下浩之（パチンコ版）、中尾隆聖（パチスロ版）、小柳基（ゲーム『激熱の街』）
帝愛グループの系列にある裏カジノの社長。変則二人麻雀「17歩」の考案者。独身者。
「ざんす」を語尾につけるのが口癖。友情や信頼といった美徳や考えを持たず、目の前の金のみを信じる強欲な拝金主義者。あらゆる局面において、より磐石な成功を得ることに砕心しており、そのためには法を犯すことすら厭わない。裏カジノ経営と言う立場故に脱税しているが、結局は帝愛への上納金で「クソロイヤリティー」と腐しつつも払わざるをえないものと認識しており、兵藤を心中で「魔王」と毒づく。
完全に勝ち筋を確保した状態でないと勝負に出たがらず、リスクを徹底して嫌い、部下（カイジとの対局の際は前田）に通しをさせることにより大金を得てきた。基本的には小心で狭量な小悪党だが、目の前で誰にも見破らせず堂々と不正を駆使し、常識を超えた作戦を突然閃くなど、カイジ同様、追い詰められた段階で才能を発揮する勝負師でもある。また、それまでカイジを慕っていた三好や前田を言葉巧みにそそのかして敵対させたりするなど、詐欺師として人の心を誘惑、煽動することにも長けており、カイジからもインチキ宗教を興せるほどと評される。
通しができなくなった後もイカサマを駆使して慎重に振り込みを避け続けてきたが、最後はノーリスクで楽して勝とうとする性格を逆手に取るカイジの計略により敗北。その代金として4億8000万を支払うことになり、あまりのショックに失禁。
何とか支払いを免れようと「日本はギャンブルが禁止だからこの賭けは無効」「自分が勝っていたら笑顔で、賭け金はチャラにするつもりだった」等の屁理屈を立て交渉しようとするもカイジに一蹴され、最終的には「坊ちゃんの行っている行為をバラす」と和也を脅しに出るも、和也から逆に「（バラすなら）さらっちゃおう」と冗談めかして脅かされる。その際に慌てて、「自分は言わないが、部下たちはどう思うか‥」と責任転嫁をしたために、自分達を巻き込むなと部下たちに批難、暴行され、意気消沈。そんな村岡の様子を見ていた和也から、本気でさらう気はないと言われ、ひとまず自身の身の安全は確保された。最後はカイジに対し、自分の事を棚上げし「守銭奴」と罵り、和也に「見苦しさの天才」と言われ笑われ呆れられる。
『和也編』では、その後のカジノの事務所での様子が描かれ、多くの部下がいなくなった室内には三好と前田だけが残っていた。彼らが「もう遅いので‥」と帰宅する意思を見せると「自殺するかもしれないのに冷たい！」と批難の声を浴びせ、元気に悪態をつき続けていた。

#### 「和也編」から登場する帝愛関係者
兵藤 和也（ひょうどう かずや）
声 - 山口勝平（パチンコ・スロット版）、坂田明寛（ゲーム『激熱の街』）
兵藤和尊の次男。作中で年齢は明かしていないが、推定で20才前後。母親が外国人のためハーフである。
帝愛グループの関係者からは名前で呼ばれることはなく、「坊ちゃん」と呼ばれている。
スーツを着て、茶髪にサングラスというホスト風の容貌。性格は父親似のサディストな面もあるが、本人は一部否定をしている。カイジの暴言に分かりやすく不快感を示したり、その暴言が策だと知ると素直に感心してうなずくなど、年相応の面が描かれている。また場における状況判断や、身内、他人に関わらず、傍観するゲームでは最後まで中立の立場を貫くなど、ある種の冷静沈着さも持ち合わせている。
付き合う人間に金持ちや貧乏人といった隔たりはなく、気に入った人間に対しては特にフランクな振る舞いを好む。『和也編』では自身がプロデュースするレストランへとカイジを食事に誘い、自分と同じテーブルで同じ料理を出し、和也みずからボトルを持ってカイジのワイングラスに酒を注ぐなどの描写が見られる。また、カイジに胸ぐらを掴まれ言いがかりをつけられたり、逆に気安く抱きつかれたりといったシーンも描かれたが、その際にもやり返すことや拒絶等もせず、しばらくされるがままにさせていた。更には父親とは違い部下からの口答えを許し、進言も聞き入れるといった部分もある。
「17歩」の最中、当初は自身の正体をカイジには隠す形で登場。勝負の途中にカイジに友好的な態度で無金利で金を貸すと提案し、それに乗ったカイジに要求されるがままに次々と気前よく札束を積んでいたが、やがてカイジが支払える想定の金額を超えた際には、自分が帝愛の兵藤会長の息子だということを明かし、ここから先に金を貸す条件として、あらかじめ身体の各部位に保険金をかけた「欠損事故ルーレット」を持ち出し、最終的にカイジに貸し付けた金はこの方法で回収することになるが‥と重圧をかけ、カイジの覚悟を聞く。
その後「17歩」の中盤から立会人を務める。終盤まで村岡の不正を黙認し、同じくカイジの策をイカサマとはせず正攻法と認め、最終的には公平な審判を下す。その後、カイジへの賞金の支払いを渋った村岡から金（足りない分は土地と建物の権利証）を取り立ててカイジに勝ち金を保証した。先程の勝負やカイジの策に感心した和也は、好意により、その日のうちに土地と建物の権利書を現金で買い取ると申し出てカイジを車に乗せ、その車中でカイジに勝負を申し込む。
幼い頃から父親の威光により自分に媚びる人間に囲まれて育つが、その内心ではお世辞やおべっかを嫌う。自分は父親というフィルターを通して必要以上にチヤホヤされているだけであり、その実、誰も和也個人を好きでいるわけではないはずである…と、どこかドライな考えを持つ。和也が4歳の時、家族で出かけたクルージング時に起きた事故で兄とともに海に投げ出された際に、直前まで自分を見ていたはずの母親が和也には目もくれず、兄を優先して助けたため、自分は見捨てられたのだと誤解。幼い心に傷を残す。
様々な要因から疑心暗鬼になり、人の心が見えず、孤独と空しさを味わってきたことに加え、かつて友人と思っていた相手全員に裏切られて以降、人の善意や美点が信じきれなくなる。また、それ故に人の真実の姿を渇望している面と、人の本質は私益と保身を軸に裏切りや人を出し抜くことが自然な状態だと頑なに達観（諦観）している面がある。
その内、「金なんて無い方がいい」と考えるようになり、金に飽かして派手に遊びまわるようになる。やがて「和也プロデュース」と称し、多重債務者や、時には同級生を誘い、勝者には1千万円の賞金、敗者には死の制裁が行われるギャンブルを開催するようになった。
そして『和也編』より約1年前、「作家になって自力で名声を得る」という生きる為の目標を掲げ、自らの体験を基にした小説「愛よりも剣」を書き上げる。レストランに立ち寄った際、その小説をカイジに読むように渡すが、和也の期待とは裏腹に、胸糞悪い・あまりに救いのない結末だと批難され評価は散々なものであった。更に小説内で描かれた凄惨なゲームはかつて和也を裏切ったとある男女に対し実際に課した罰であることをカイジに告白するも、それによりますます価値観の違いが高まる結果になってしまう。このままでは埒が明かないと、当初はカイジの前ではやる予定のなかった友情確認ゲーム「救出」で、カイジと自分、どちらの考え方が正しいのかの実験を提案する。
紆余曲折あり、カイジが裏切られたチャンとマリオを救い出したことにより友情確認ゲームは幕を閉じ、倉庫に移動。当初の予定通り自身の考案した「ワン・ポーカー」での勝負を開始する。
ガチンコの勝負で負けたことは一度もない。第一に強運の持ち主であり、その強運はとにかく箍が外れており、相手がその運を見誤ることもしばしば。しかし、カイジを相手にしたワン・ポーカーでは強運だけに限らず、追い詰められ、ここぞというタイミングでダブルダウンを引きピンチを迎えてしまう。その際には策を巡らせブラフを使い、見事ピンチを脱し自力で巻き返すことに成功した。その様子を見ていたカイジに「覚醒した」と評される。
ワン・ポーカーにて、イカサマなしでカイジに二度も勝利するが、一度目はカイジの命をライフに換算することを提案し、二度目は二人分の命をライフに換算して延長戦を認めてほしいというチャンやマリオの懇願に折れ、一度しか使えない自分の分の救命システムを使いカイジを助けてしまう。
自身が認めた度重なる延長戦により再びピンチを迎え、やがて負けの可能性が濃厚に見え始めたことで不安を覚え、ギリギリまで迷い考えあぐねいた結果、ついにはイカサマを使用してしまう。
そのイカサマは引き当てたカードの手札をたった一枚入れ替えるという簡単なものであったが、和也は今までの人生の中でイカサマというものを使用したことがなく、いざ、イカサマを使用するとなると相手に対する罪悪感や疚しさゆえに手が震えてしまい、その迷いや感情の機微をカイジに悟られる結果となってしまった。
最終的に心のうちを読まれ、イカサマをするための装置をカイジも作動させたことを和也が知っている（であろう）ことをカイジに逆手に取られ、双方の陣営全員の命を賭けた勝負に敗北。既に自分の救命システムをカイジのために使ってしまったことで、救出網を的確な位置で止めること以外での救命手段を失う。最終的に落下するが、下で待ち受けていたカイジたちによる救命策により一命を取り留める。
落下のショックにより気絶。現在は昏睡状態で入院している。『24億脱出編』にて、実家に滞在中のカイジによる推測シーンでは、「和也は落下のショックから未だに目を覚ましていない」とのイメージ映像が描かれた。
社長
本名不明。帝愛グループ傘下で高利貸しを行っている強面の男性。
腎臓の売買ルートを持っており、借金が返せない債務者からは腎臓を摘出して換金するという凶悪な回収を行っている。1000万円を貸し付けていた光山がB型肝炎だったため、腎臓だけでは貸し付けた金を回収できず困っていたところ、和也が同額で身柄を買いたいと言ったのを承諾した。

#### 「ワン・ポーカー編」から登場する帝愛関係者
ソフィー
声 - 藤田曜子（ゲーム『激熱の街』）
兵藤会長の妻であり、和貴・和也兄弟の母親。ウェーブした長い茶髪が特徴の日本語を片言で話すモデルのような外国人で、陽気な性格。33歳の時、長男・和貴を出産。和也が7歳の時、スポーツカーを走らせての交通事故で急逝。享年43歳。
和也曰く「『世間・一般的に見れば』家事は全て家政婦任せの、おまけにちょっとバカっぽく思われる母親」。しかし当時4歳の和也をはじめ、人となりをよく知る家族にとっては優しい母親であった。当時の帝愛関係者の中で唯一会長に堂々と反論できる立場にあり、子どものために時に旦那である和尊を怒鳴りつけ注意したり、子どもを諭すなどしっかりした面も持ち合わせている。
和也が4歳の時、家族で出かけたクルージング時に起きた事故で偶然が重なった不運により、海に投げ出された兄弟のうち和也の救出に遅れ、兄・和貴を優先し、自分は母に見捨てられたのだと誤解した和也の心に傷を残す。
兵藤 和貴（ひょうどう かずき）
和也の3歳上の兄。和也と同じく髪の色は茶髪で母親似の美形。和也曰く「有望」。会長は和貴を兵藤家長男として、後継者にふさわしい男にしようと注力し、そのことに和也自身は全く期待されていないとコンプレックスを抱いている様子が描かれている。
高崎（たかさき）
和也の側近である黒服の一人。中盤に倉庫から退出するまでは、和也側の狂言回しを務めた。和也が退出を命じた際、抗ったチャンとマリオに激昂した。
白木（しらき）
和也の側近である黒服の一人。勝負が長引き、なかなか倉庫から出てこない和也を心配した。24億脱出編の西嶋有希夫と同一人物。
和枝 (かずえ)
和也が4歳の頃に兵藤家に仕えていた家政婦。当時クルージング時での事故の際に会長やソフィー達が和貴の救助に注視している中で唯一和也が溺れている事に気付いて海に飛び込み救出、後にソフィーが事故死した後、幼い和也の心中を汲んで親身に接していた。

#### 「24億脱出編」から登場する帝愛関係者
張り込み班
遠藤の指示により、団地を張り込んでいた4人組。全員20代。
団地前に停車した車で2人が張り込み、残り2名が盗聴器で傍受するという抜け目ない態勢を取っていた。しかし、日を追うごとに緊張感がすっかり緩み、その点を見透かされたカイジの計略によって、易々と突破されてしまった。
上司である遠藤に「頭がいいだけの平和ボケした連中」、「地面に倒れて役に立っていない立て看板」などと揶揄され、最終的にペナルティとして過食強要をされる。
西嶋 有希夫（にしじま ゆきお）
和也の側近である黒服の一人。名前が変わっているが、光山との会話内容と容姿から、ワンポーカー編の白木と同一人物である。普段は帝愛の豊川営業所に勤める。
カイジらの行方を探るために光山に事情を説明し、協力を求める。光山がマリオを発見したとの通報を捜索本部にした際、遠藤らに電話を切られたため次に西嶋の携帯電話に連絡、西嶋から遠藤へマリオ発見の報を伝える。その後マリオ発見現場のデパートへ部下数名を連れて急行。遠藤より先に現場に到着し、デパート内の陣頭指揮を取る。マリオがデパートを脱出した際には、女装したマリオのスニーカーに気付く鋭さも見せる。マリオとカイジが乗ったタクシーに向かって全力疾走するも、取り逃がす。
安川（やすかわ）
帝愛に所属する若者。百貨店におけるマリオ捕捉に召集され、マリオ追跡のリーダーを担う。マリオを見失った旨を西嶋に伝える電話をマリオに聞かれ、マリオに自身が置かれた状況を伝えてしまう。
石橋 中助（いしばし ちゅうすけ）
帝愛のグループの一人。百貨店におけるマリオ捕捉に召集されるも、臨機応変の意味が解らないなどと遠藤とは話が噛み合わない。

### 『中間管理録トネガワ』に登場する帝愛関係者
『中間管理録トネガワ』オリジナルの帝愛関係者。
チーム利根川
本来は、『中間管理録トネガワ』で登場する利根川の部下たちである。
本編では、「24億脱出編」にて山崎、佐衛門、川崎、荻野、堂下の5名が登場。利根川の失脚後、黒崎の配下となったことが明かされる。カイジ捜索に行き詰っている遠藤にサプライズを提供した。

## 賭博黙示録

### 希望の船編
古畑 武志（ふるはた たけし）
声 - 松本保典（アニメ版）、山本兼平（BeeTV版）、いとうさとる（ゲーム『激熱の街』）
演 - 佐奈宏紀（舞台）
カイジの元アルバイト仲間で、カイジが裏世界に足を踏み入れる発端を作った人物。
気弱で他人に流されやすい性格。根っからの悪人ではない分だけ余計にタチが悪い。借金取りにそそのかされ、カイジを連帯保証人に据えて行方をくらました。
エスポワールでカイジと再会し、限定ジャンケンで共闘することとなる。結局は安藤にそそのかされてカイジを裏切ったものの、復活を遂げたカイジから安藤ともども制裁を受け、余剰分の星と金を失う。結局、借金返済は果たせず、船で新たな借金を背負うことになる。その後の消息は不明。
尚、安藤と違い無意識だったがカイジが自分から進んで別室行きになった際は、安藤と共に涙を流しながら「必ず助ける」と約束していたが、実際は自分に酔っているだけの決意無き涙を流していただけで、当初は約束通りカイジを助けようとするも、本性を現した安藤にそそのかされて、自分自身の利得と利益の現実に心が傾き、カイジに「ごめん」と謝りながら裏切った。カイジを裏切ったことに後悔した態度を見せたが、カイジは自力で別室から生還した際はカイジから安藤の様に蹴られる事が無く平手打ちだけで済まされたが聖人君子の善人というわけでもなく、カイジを裏切ったことで、その姿は安藤同様、カイジの脳裏に焼き付いている。実写映画版でも名前のみ登場する。
安藤 守（あんどう まもる）
声 - 桜井敏治（アニメ版）、佐々健太（BeeTV版）、上別府仁資（ゲーム『激熱の街』）
演 - 宮下雄也（舞台）
エスポワールでカイジ、古畑と共闘することになる眼鏡を掛けた肥満体型の男。自分より強い者には弱く、自分より弱い者には強い性格。
3人でチームを結成するも、直後に古畑を騙して抜け駆けを目論んだ。さらにゲームの最終局面では、生き残るための戦略として自ら別室に落ちるカイジから救出を託されたが、欲に目がくらみ古畑をそそのかして約束を反故。借金を清算し、さらに大儲けするためにカイジを見捨てて地獄送りにしようと企てるも、カイジは自力で別室から生還したために失敗、その行いに激怒したカイジから腹と体を蹴られ、余った星と金を全て没収されてしまう。最終的に生還は果たしたものの、船で新たな借金を背負う羽目になる。その後の消息は不明。カイジに忠実に動いていたのも、カイジに頭が上がらなかっただけで、最初も最後もカイジが離れた途端に裏切り者の本性を現して、古畑と共に流した涙も自分に酔っているだけの決意無き涙に過ぎず、100％の意識下と腹の底では、用済みとなったカイジを冷酷に切る算段を始めていた。古畑と共にカイジを裏切った後は、カイジが自力で生還するまでは本性丸出しで横暴な態度で金儲けを行っていた。カイジを裏切ったことで、その時に見せた醜悪な姿は古畑同様、カイジの脳裏に焼き付いている。
あまりの身勝手な言動から、『カイジ語録―無防備なヤツは喰い殺される』では「人間として救いようのないクズ」、『別冊宝島912 カイジPERFECT BOOK―賭博黙示録・破戒録徹底解析』では「クズの中のクズ」「キング・オブ・クズ」との評価をされている。
希望の船編以降作中には直接は登場していないが、カイジの脳裏に卑劣な裏切り者として焼き付かれており、そのシーンは何度も回想で登場する。
船井 譲次（ふない じょうじ）
声 - 石川英郎（アニメ版）、中西正樹（ゲーム『激熱の街』）
演 - 山本太郎（実写映画版）、鯨井康介（舞台）
エスポワールの参加者。関西弁で話す。狡猾な人間性で、前回もエスポワールに参加したリピーターである経験を利用し、カイジに何度も苦汁を舐めさせた。
限定ジャンケンが始まる前の軍資金貸付では、「何をするか分からない」という表向きの理由を周囲に聞こえるようつぶやきつつ、上限額である一千万円を借り受けた。その考えに感化されて、同じく上限額を借り受けたカイジに目を付け、ゲームシステム上の盲点を突く作戦をそそのかした末にトリックを成功させ、カイジから星２つを騙し取る。またゲーム終盤では、残った参加者に手持ちのカードをシャッフルしようと呼びかけ、大量のカードを保持していたカイジの待機作戦を潰した。カイジをはじめとする他者の一枚上手をいく動きを終盤まで見せていたものの、一瞬の油断をカイジに突かれ、最終的には自身がゲーム状況を誤認していたことが致命傷となり、唯一残る対戦相手であるカイジの要求（星を５個かけての勝負）を呑む以外に生還の道が完全に絶たれ、９個あった星を５個失い、大借金を抱えて下船するという結末を迎えた。
実写映画版ではエスポワールのリピーターという設定は無くなった。映画１作目では原作同様、限定ジャンケンでカイジから星2つを騙し取るも、カードシャッフルの際にカイジの手持ちカードに自分の血が付着していた事に気付いていた事を逆手に取られ、星3つを賭けた勝負でカイジに負けてしまい、無理矢理カイジから星を奪い返そうとした結果、別室送りにされる。映画2作目では、限定ジャンケンで敗北したことで地下送りにされるも、頭脳優秀であったことから利根川同様、地上で動く工作員として活動していた。裏カジノにおいて姫と奴隷の進行役を担当。復讐のためにカイジを言葉巧みに騙してライオンに喰わせようとするも、カイジには通じずクリアされ、散々、負け惜しみを言いながら黒服に再び別室送りにされた。
バランス理論の男
声 - 小野健一
演 - 松田岳（舞台）
エスポワールの参加者。3回勝負する度にグー・チョキ・パーを使い分け、終盤までカードの選択を出来るよう残りの手持ちのカードを平均化する「バランス理論」を実践している。また星の所有数が1～2個になった落ち目の人間だけを相手に絞って戦術を展開しており、カイジに「ハイエナ野郎」と揶揄される。
参加者2人を別室送りにした勢いで、星1つとなっていたカイジに勝負を挑む。だがこれは全てカイジの策略で、対戦相手が「バランス理論」に外れた戦術を取るはずがないと思い込んでしまっていたため、1勝3敗と負け越す。
原作では名前は無く、アニメ版のクレジットでは「ハイエナ」と表示されている。舞台版では新たに杉田（すぎた）という苗字が設定されている。
北見（きたみ）
声 - 矢尾一樹（アニメ版）、小野坂昌也（パチスロ版）、赤城進（ゲーム『激熱の街』）
演 - 聡太郎（実写映画版）、馬場良馬（舞台）
エスポワールの参加者。カイジ以外では珍しく、事前にエスポワールの情報収集をしていた様子も無い初回参加者でありながら、限定ジャンケンの本質を見抜き、様々な戦略を立てて駆使した男。
カイジ同様、他の2人の参加者と組んで3人グループとなり、グーのカードを買い占める戦術を思いついたが、カイジが先んじていたために難航すると、すぐにパーのカードを買い占める戦術に変更する。その結果、古畑と安藤から星を1つずつ奪い、3人で12の星を獲得する。仕上げとして、余計なカードを使い切るためにカイジに勝負を挑んだが、カイジの口車に乗せられて星3つをかけた勝負をすることとなった。そして、どのカードを出すかをカイジに見破られていたために敗北。さらに敗戦の責任をめぐって仲間2人と口論となり分裂する。その仲間2人が、北見からの内心、見下された態度に辟易していたこともあって簡単にカイジに買収され、やむなく北見は手持ちのカードを処分するために200万円をカイジに払ってゲームを降りる。
岡林（おかばやし）
声 - 西村朋紘（アニメ版）、斉藤次郎（ゲーム『激熱の街』）
エスポワールの参加者。仲間と結託して不正を行うため、自らエスポワールの別室に送られた男。借金が多すぎるため一度は参加を断られたが、仲間にも借金を背負ってもらい、ようやく参加できた。
別室において、何の見返りもなく助けられることを期待した末に裏切られた石田やカイジを嘲笑。カイジの目の前で裏切った安藤と古畑の行為を賢明で当たり前であると称賛した他、「絆だの友情だの訳の分からないもので貰えるのは、旅先での土産と絵はがき、あるいは思い出というガラクタなどといったそんな程度のもの」であることをカイジに教えた。自身は助けられるための見返りである宝石を、あらかじめ背中の絆創膏に隠し持っていたために別室を抜けることに成功するが、出ようとする直前にそれを見破ったカイジに襲われ、その混乱に紛れて隠し持っていた宝石を奪われカイジの生還を許した。宝石には星3つ以上の価値があったため、持っていたカイジを助けざるを得なくなり、星三つを使う事になった。この時のカイジは岡林が言ったように、絆や友情などではなく自力と利益で生還したが、結果的に自身の持論の正しさが裏目に出てしまい、彼が称賛した安藤と古畑の行為によって、皮肉にもそのまま自分達にとって大損する羽目になる結末を迎えた。
高田（たかだ）
声 - 髙階俊嗣
演 - 丸山智己
エスポワールの参加者。限定ジャンケンに終盤まで残った参加者の1人。
どのカードを持っているか把握している特定の参加者を狙い撃ちする待ち伏せ作戦を取っていたが、船井の残った参加者全員によるカードシャッフルの提案によって頓挫する。その後カイジと対戦し、幸運にも勝利して生き残った。なお、その後の鉄骨渡りレースの参加者の中にも姿を現していた。
坂井（さかい）
声 - 中村悠一
エスポワールの参加者で、リピーターの一人。岡林グループと同様の不正を行うため、必勝法と偽り石田を別室送りにする。そして2つの余分な星を手に入れ、ゲーム終了後は石田を見捨てて、岡林の予想した通り待合室でくつろいでいた。
石田 光司（いしだ こうじ）
声 - 家中宏（アニメ版）、中村大樹（パチスロ版）、斉藤次郎（ゲーム『激熱の街』）
演 - 光石研（実写映画版）、なだぎ武（舞台）
多額の負債を抱える中年男性。気弱でお人好し、いわゆる典型的な騙されやすいタイプ。
借金取りから逃れながら生活している妻、借金まみれの息子がおり、彼らのためにも借金を返すためエスポワールに参加するも、坂井に騙され別室送りになってしまう。しかし船内で唯一、真剣に身を案じてくれたことに恩義を感じたカイジに助けられ生還を果たす。
その後、スターサイドホテルでのギャンブルにも参加。1戦目の人間競馬を渡り切り1000万円の引換券を手にするが、2戦目となる超高層鉄骨渡りの途上、死の恐怖から足がすくんで一歩も動けなくなってしまい、妻の借金を代わりに返済してほしいと自分の引換券をカイジに託す。その後、カイジが振り返る直前に、カイジに余計な動揺を与えないように声を強引に押し殺して、無言のまま自ら飛び降り『消滅』した。カイジの思い出の中の死んだ仲間の中に入って居る。
最期までカイジと家族を案じ、人間性を失わなかった石田の矜持は、その後のカイジの精神に大きな影響を与えることとなる。
また劇中では珍しく自分の借金ではなく、他人（息子）の借金を返すために行動していた数少ない人物。
実写映画版ではエスポワールでカイジと組んで船井に勝利するが、最後にカードを1枚余らせてしまい生還できず、カイジとともに地下の強制労働施設送りになる。

### 絶望の城編
佐原 誠（さはら まこと）
声 - 甲本雅裕（アニメ版）、中井和哉（パチスロ版）、中西正樹（ゲーム『激熱の街』）
演 - 松山ケンイチ（実写映画版）、綾切拓也（舞台）
カイジのアルバイト先のコンビニ「GM VM」（アニメ版では「DAWSON」）の後輩。年齢は20歳以下。金髪が特徴。
一発当てて浮かび上がることを夢見てはいるが、そのための努力を積み重ねている様子は無く、怠惰という点ではカイジと同様である。また店長の10万円を盗み出し、それをカイジのバッグの中に隠しこんで知らぬ間に「運び屋」をさせるなど、時には犯罪に手を染めることも躊躇しない。饒舌で軽薄な雰囲気だが、時に的を射た発言をすることもあり、真剣勝負ではかなりの精神力と運動神経を発揮する。
カイジの元に現れた遠藤に頼み込み、帝愛主催のギャンブルに参加する。人間競馬の参加者の中で唯一借金をしていない。人間競馬を1位で通過し、その賞金を得るための超高層橋渡りでは参加者が次々と『消滅』していく中、自身の恐怖心が生み出した太田の「亡霊（幻覚）」に苛まれ死への恐怖を味わうも、自らを奮い立たせて橋を渡りきる。しかし、最後に主催者側のトラップ（高層ビル内外の気圧差により起こる突風）の直撃を受け、吹き飛ばされて『消滅』した。カイジの思い出の中の死んだ仲間の中に入って居る。
なお、2本目の橋に挑んで『消滅』した際、死亡の瞬間および遺体の描写は作中には無く、落下の瞬間の姿が最期の姿となっている。また、帝愛グループによって、死の真相は隠蔽されており、公式には病死あるいは突然死といった自然死となっている。
中山（なかやま）
声 - 小山力也
演 - 篠田光亮
鉄骨渡りに参加した負債者の一人。最初の橋ではカイジと同じ橋に割り振られる。
当初は転落した者の様子を見て戦意を喪失するものの、最後に行く者が有利であることを知り鉄骨を渡り始める。だが、その途上でカイジともみ合いになり、橋に手をついて失格となるが、2本目の橋で利根川が参加を渋る者たちから取り上げたチケットを受け取り、参加を決意し、復帰する。しかし橋の途中で太田と秋川の『消滅』を間近で見た後に恐慌状態に陥り、カイジの激励を振り切る形で半ば自主的に電流が流れていた鉄骨を掴んで感電し『消滅』した。カイジの思い出の中の死んだ仲間の中に入って居る。
太田（おおた）
声 - 小野坂昌也
演 - 中村靖日
最初の橋を渡りきり、2本目の橋にも参加した人物。
あみだくじの結果、最初に橋を渡ることになる。その際、鉄骨の構造から靴の中心に線を引いて目印をつけ、安全に渡っていくことを提案した。だが、真剣勝負では全くの非力で、橋の前半部分で怯えのあまり強風にさらされるという幻想に取り憑かれる。そして堪えられなくなり、電流が流れているにもかかわらず鉄骨を支えと認識して掴んだことで感電し転落、最初に『消滅』した。カイジの思い出の中の死んだ仲間の中に入って居る。
太田の『消滅』は2本目の橋に対する恐怖を残りの9人に植え付け、石田を含めた7人を『消滅』に至らしめた。さらに、佐原までもが、太田を助けられなかった罪悪感と無念から太田の亡霊（の幻覚）を見てしまい一時足を止めてしまった。
秋川（あきかわ）
声 - 金光祥浩
演 - 上原風馬
2本目の鉄骨渡りに参加した人物。2本目の橋で利根川が参加を渋る者たちから取り上げたチケットを受け取り復帰。あみだくじの結果最後に橋を渡ることになるが、太田の『消滅』を目の当たりにしたために、引き返そうとしてバランスを崩し、電流が流れていた鉄骨にまたがる格好で接触して感電し、『消滅』した。
 藤野（ふじの）
声 - 河本邦弘
演 - 鈴木雄貴
2本目の鉄骨渡りに挑んだ人物。中山が『消滅』した後、ギブアップ宣言を連発するも、結局は聞き入れられることは無かった。そして、西田とお互いを支え合おうとするもバランスを崩して転落し、2人同時に『消滅』。
アニメ版ではバランスを崩した挙句、西田を道連れにして『消滅』した。
西田（にしだ）
声 - 松原大典
演 - チョウソンハ
2本目の鉄骨渡りに挑んだ人物。藤野とお互いを支え合おうとするもバランスを崩して転落し、2人同時に『消滅』。
実写版ではソンギという名の韓国人として登場している。末路は同じ。
中村（なかむら）
声 - 徳本恭敏
演 - 宇野祥平
最初の橋を1位で渡りきり、2本目の橋にも参加した人物。あみだくじの結果最初に橋を渡り始めることになった。藤野と西田が同時に『消滅』したのを見て錯乱状態に陥り、鉄骨の上を走り早くクリアしようとするもわずか数mでバランスを崩して、そのまま『消滅』に到る。
 小泉（こいずみ）
声 - 中村悠一
演 - テイ龍進
2本目の鉄骨渡りに参加した人物。中山が『消滅』した後、死の恐怖から命乞いを必死に行い叫び続けた。そして、藤野、西田、中村の相次ぐ『消滅』から、死神が襲って来るという妄想に取り憑かれる。そのまま精神に異常をきたし、電流が流れていた鉄骨に触れて感電、奇声を上げながら『消滅』していった。
実写版ではチョウという名の中国人として登場している。精神に異常をきたす描写は無く、太田、中山に続いて『消滅』している。
10番
声 - 中村悠一
ゼッケン10番の男。本名不詳。カイジと利根川のEカード勝負のギャラリーの一人。カイジが挑んだ後の人間競馬で転落し、左足を骨折する重傷を負うも、兵藤から「いくばくかのゲスト料」を他の脱落者達と共に貰い、ホテル内に残っていた。その後、兵藤から「自分が幸福なら他人がどう苦しもうとまったく問題なければ、人は目の前のわずかな金のために相当なことは耐えられる」例として、左足を杖でつつかれて悲鳴を上げるも、直後に黒服からボーナスとして現金数万円を受け取った。
Eカード戦では勝負の最中にトイレに立ったカイジに無茶をしないよう説得に行くが、逆にカイジに利根川を倒すための作戦を持ちかけられて協力させられる。途中で黒服達に見つかり捕まるが、その後のティッシュ箱くじ引きの際にカイジとともに行動していたことから特に制裁などを受けた様子はない。最後はカイジらとともに病院へ向かった模様。
5番
声 - 佐藤雄大
ゼッケン5番の男。本名不詳。人間競馬の軽傷の脱落者で、Eカードのギャラリーの一人。彼がカイジの応急手当時にした何気ない行為が、カイジがティッシュ箱くじ引きを思いつくきっかけとなった。最後はカイジらとともに病院へ向かう。
11番
声 - 河本邦弘
ゼッケン11番の男。本名不詳。
人間競馬の脱落者で、Eカードのギャラリーの一人。最初の鉄骨渡りに参戦し、橋を最初に渡ろうとするものの、後ろからカイジと中山が接近してくるが、カイジには押されずにすむものの、カイジと中山がもめている時に驚き手をついてしまい失格となる。Eカード後、兵藤に挑もうとするカイジを無茶だと止めるが、カイジの計算し尽くされた策略に次第に勝利を確信していく。最後はカイジらとともに病院へ向かう。
店長
声 - 安井邦彦
氏名不詳。カイジのアルバイト先のコンビニ「GM VM」（アニメ版では「DAWSON」）の店長。
人付き合いが下手なカイジとは折り合いが悪く、売上金が無くなった際、真っ先に彼を疑ってかかる。それに対してのカイジの反論に怖気づき、逆ギレして言い掛かりの暴言を吐いて接客を理由に逃げる。
ネチネチした性格で、口は強気だが、根本的に臆病者な為に賭け事に手を出す勇気も他人と本気で争う強さも無い「世の中に普通に存在するが、程度の低い人間」。徹頭徹尾カイジを嫌っていたわけではなく、西尾から土産をもらった際にはカイジにも勧める等、歩み寄りの姿勢を見せたこともある。
西尾（にしお）
声 - 阪本麻美（アニメ版）、櫻庭有紗（ゲーム『激熱の街』）
カイジのアルバイト先の同僚。美人で人柄も良い。数コマしか登場しないものの、本作では珍しい女性キャラクター。パチンコ『弾球黙示録カイジ』シリーズでは図柄での登場も果たしている。

## 賭博破戒録

### 地下チンチロ編
大槻 太郎（おおつき たろう）
声 - チョー（アニメ版）、茶風林（パチスロ版）
演 - 松尾スズキ
地下王国送りとされたカイジが配属されたE班の班長。
帝愛側と結託して地上で得た嗜好品（食品、各種つまみ、酒、タバコなど）の高額販売も行っている。大槻の班には側近の石和と沼川がいる他に、他の班にも息のかかった約20名の者たちが存在する。常に笑顔を絶やさず、新入りのカイジに地下王国でやっていくアドバイスや気遣いを見せる好人物であるが、その本性は地下でそれなり以上の立場や優遇を維持するために、強制労働でない方法でペリカ（地下王国の通貨）を荒稼ぎしている卑劣漢。カイジや45組に他の囚人たちに甘言を用いて堕落、浪費、食い物にさせる等、人心掌握に長け笑顔の裏に凶悪な裏の顔と狡猾な本性を持つ。
その巧みな人心掌握術を利用し、本来は博打厳禁の地下において上層部と掛け合い、囚人たちのガス抜きと称してオリジナルルールのチンチロリン「地下チンチロリン」を開帳している。だがその裏では石和、沼川と共に456（シゴロ）しか目がないシゴロ賽を使用したイカサマと、それを露見させないために班長権限で改訂したルールにより、囚人たちから大量のペリカを搾取していた。石和、沼川と共にシゴロ賽を使用したイカサマを実行する際は、左隣に石和を右隣に沼川を座らせている。最終的には嗜好品の高額販売や、賃金前借り組からのピンハネによる利益と併せ、ペリカを2000万ペリカまで貯め一日外出券を大量購入して長期のバカンスなどを楽しむことを目論み大金を貯め続けていた。しかし地下からの脱出は諦めていたのか、あるいは地下で弱者を食い物にする生き方に満足していたのか、脱出を目指す様子は見受けられなかった。
シゴロ賽を使用したイカサマに気付いたカイジとの熾烈な心理戦の末にカイジの奇襲を許し、自身のこれまでの不正が全て公にされた上、小田切や黒崎の介入によって逃げ場を失い、最後はカイジが「仲間内で特殊賽を使う」ことを追加したルールにより使用した1しか目がないピンゾロ賽により、今まで貯蓄していたほぼ全ての1825万2千ペリカを放出して、唯一残ったのはわずか1800ペリカとなり、地下チンチロ史上最大の大敗を喫した。
その後は、上記の一件により班長の地位を剥奪された模様で、カイジが「沼」に挑戦している様子をテレビで知った時はカイジのイカサマを非難し、「失敗しろ」と呪っていた（アニメではカット）。
実写映画版では地下チンチロがほぼ省略されているものの、カイジ以外で唯一3作品全てにおいて登場した人物である。
スピンオフ作品『1日外出録ハンチョウ』ではパラレルワールドの大槻が主人公となっているため、ペリカを溜め込まず、一日外出券を頻繁に購入し、グルメや観光を嗜んでいる。
石和 薫（いさわ かおる）
声 - 西嶋陽一（アニメ版）、松岡禎丞（『ハンチョウ』アニメ版）、いとうさとる（ゲーム『激熱の街』）
演 - 載寧龍二（劇場版第1作）、菊田大輔（劇場版第2作）
大槻の側近。髪型を角刈りにした体格の良い男。
高圧的な性格で、カイジたち45組が夕食を取れないように嫌がらせをする。地下チンチロリンで大槻と沼川と共に456賽を使用したイカサマを実行する際は必ず大槻の左隣に座り456賽を使用する。
『1日外出録ハンチョウ』にも登場。大槻と共に一日外出を嗜む様子が描かれる。
実写映画版では石和 謙介（いさわ けんすけ）というフルネームが設定され、優男風の容姿に変更されている。
沼川 拓也（ぬまかわ たくや）
声 - 逢坂力（アニメ版）、佐藤拓也（『ハンチョウ』アニメ版）、中西正樹（ゲーム『激熱の街』）
演 - スズキジュンペイ（劇場版第2作)
大槻の側近。長髪のオールバックで口ひげを生やしている。
疑り深い性格で、出目をメモしていた三好のことを警戒していた。「地下チンチロリン」では456賽の回収役を務めているため、彼自身は456賽を使用することはできない。そのため、大金を賭けた大勝負をすることを避け、「金が無い」と偽り、青天井を断ることが多い。
『1日外出録ハンチョウ』にも登場。大槻と共に一日外出を嗜む様子が描かれる。同作1巻の特別読み切り「1日個室録ヌマカワ」では、主人公を務める。
石田 広光（いしだ ひろみつ）
声 - 鳥海浩輔
演 - 吉高由里子
石田光司の一人息子。年齢は推定20代前半（父親曰く「カイジと同世代」）。
「地下王国」では、半ば生還を諦めたような感覚であり、適度に仮病を使い休みつつ勤労している。エスポワールでのカイジの話を父から聞かされており、一目会ってみたいという気持ちからカイジと対面する。
自分のギャンブルで負った借金にもかかわらず、それを肩代わりできなかった父のことを侮蔑する（なお、広光自身は父の最期の瞬間は知らない）。その死を見届けたカイジに殴り飛ばされ、一喝される。しかしその後、父光司との借金返済の約束を果たせていなかったカイジは広光を見殺しにすることができず、『賭博破戒録』最終局面でカイジに45組と共に救出される。そしてカイジに何度も感謝し、今度こそ真面目に働くと告げる。地下から解放された後の消息は不明。
アニメ版では、テレビ中継でカイジの沼開放を目の当たりにし、亡き父へカイジの強さが父の言った通り本物だった旨のことを、涙ながらに語るシーンが追加された。
実写映画版では、石田 裕美（いしだ ひろみ）という女性に設定変更されている（この名前は、原作における石田の妻のもの）。
小田切（おだぎり）
声 - 小野健一（アニメ版）、 前野智昭（『ハンチョウ』アニメ版）
地下王国でのC班班長。B班班長の岩田とA班班長の坂井とは親友。カイジと大槻の最終戦において、不正の現場を押さえられた大槻がカイジから不正の証拠を取り上げようとした際、自分が吟味を申し出たり、それに対するカイジの策をそれまでのやりとりから認めたりと、終始中立の立場で冷静に判断していた。
『1日外出録ハンチョウ』では大槻のライバルとして登場。地下で映画館を開くことが夢であり、タブレット代と映画のダウンロード代のためにペリカを稼ぎ、地下映画館の事業を展開する。
45組
45組について詳しくは、賭博黙示録カイジ#その他の用語を参照。一部キャラクターは、『地下チンチロ編』以降も登場。
三好 智広（みよし ともひろ）
声 - 遊佐浩二（アニメ版）、坂田明寛（ゲーム『激熱の街』）
演 - 富川一人（劇場版第1作）、白石隼也（劇場版第2作）
大きな目が特徴。カイジと同世代。
気弱なのに調子に乗りやすく、博打に嵌まり過ぎてカイジに「人格破綻者」と評された。毎回、チンチロリンの出目を記録するなど几帳面だが、自身はそれを役立てることはなかった。しかし、カイジが大槻の不正に気付く大きなきっかけになった。カイジが大槻とのチンチロリン勝負で得た約1,800万ペリカを全てカイジに託すことにより地下からの脱出を図った。その読みが的中して、カイジが得た大金によって晴れて自由の身となる。
『賭博堕天録』では村岡が経営する裏カジノに勤めるもまた借金を重ね、カイジにギャンブルでの共闘を持ちかける。だが、実際はカイジからありもしない大金を奪うための罠であり、カイジが皆に分配する約束のパチンコ「沼」の賞金の大半を独り占めしているという村岡の讒言を真に受け、前田と共にカイジを陥れようとする。11回戦の途中でカイジの策に嵌まってボロを出してしまい裏切りが露呈、カイジとは縁切りとなる。その後『和也編』では、カイジに負け情緒不安定の村岡を非難し続けた。
実写映画版でも2作共にわずかに登場。
名前は当時の福本伸行のアシスタントから借用している。
前田（まえだ）
声 - 梶雅人（アニメ版）、赤城進（ゲーム『激熱の街』）
演 - 平野靖幸
眼鏡を掛け、無精髭を生やしており丸刈り。カイジよりも年上。
短気な性格で大槻の不正を知った時は襲撃しようとしたが、カイジに止められる。最初はカイジのことを「カイジくん」と呼んでいたが、地下から解放後はカイジを尊敬するようになり「カイジさん」と呼ぶようになった。カイジも最初は、前田のことを「前田さん」と呼んでいたが、彼を助けた後は「前田」と呼び捨てするようになる。
『賭博堕天録』では、三好と共に村岡の裏カジノに勤めるがまた借金を重ね、カイジがみんなに分配する約束のパチンコ「沼」の賞金の大半を独り占めしているという村岡の讒言を真に受け、17歩で三好と共にカイジを陥れようとするが、その絡繰りを見破られて失敗に終わり、カイジとは縁切りとなる。その後、『和也編』では、三好と共に村岡を非難する描写がある。
北川（きたがわ）
声 - 金光宣明
唇が厚い。カイジの初給料時に焼き鳥とビールを飲み食いしていた。45組では目立たず名前は原作『賭博破戒録』最終話で判明。地下から解放された後の消息は不明。
横井（よこい）
声 - 奈良徹
目が細い。12月生まれの41歳で、年齢を理由に参加を悩んでいたが、カイジの言葉により決起。チンチロリン勝利後のカイジの優しさを絶賛する。45組では目立たず名前は原作『賭博破戒録』最終話で判明。地下から解放された後の消息は不明。
橋本（はしもと）
声 - 会一太郎
髪は丸刈。45組決起時に1300ペリカしか手持ちが無かったため参加に少しためらったが、カイジの言葉によって決起。45組では目立たず名前は原作『賭博破戒録』最終話で判明。地下から解放された後の消息は不明。

### パチンコ「沼」編
坂崎 孝太郎（さかざき こうたろう）
声 - 二又一成（アニメ版）、小柳基（ゲーム『激熱の街』）
演 - 生瀬勝久
「沼」攻略におけるカイジの協力者。52歳。出身地は不明だが関西弁混じりの口調で喋る（実写映画版では、完全に関西弁）。
かつては大手ゼネコンの現場監督をしていたが、不況の煽りを受けて自主退職する。その後、無為にパチンコ三昧の日々を送り、妻子に愛想を尽かされて離婚する。その際に預貯金や資産を処分し、以後は夜警の仕事をしながらボロアパートに住む。
家族とのヨリを戻すため、退職金や家を売却した際に得られた軍資金2000万円を元に「沼」攻略を練っていた折、一時的に地下王国から解放されたカイジと出くわす。そして、カイジの人並み外れた金に対する気配を察知し、自身の計画に誘う。
一度目の挑戦は奮闘虚しく失敗に終わるも、続く二度目では「第二関門」である役物を破壊する実行役を担う。そして、三度目では軍資金が尽きかけたカイジのため、新たな軍資金を用意するという機転を利かせ、「沼」攻略における鍵となった。
大当たり後、約1億5000万の大金を得る。その最中、遠藤に嵌められ悲嘆の淵に沈んでいたカイジを尻目に、その場から立ち去った。
『賭博堕天録』では、「沼」で得た金で1億3000万の高級住宅を購入することによって妻と娘とのヨリも戻し、その家に恩のあるカイジを元日に招待する。ところが、そのまま50日も居座り働きもせず自堕落な日々を送るカイジに呆れ果て、手切れ金300万円をカイジに渡して追い出す。顔が自分そっくりの娘、美心がいるが、坂崎は人並み外れた美貌と思っており、悪い虫がつかないか昼夜を問わず警戒している。カイジを家から追い出したのも、カイジと美心が関係を発展させるのを恐れていたというのが大きかった（もっともこの件に限ってはカイジからすれば願ったり叶ったりだが）。「沼」の大当たりを機にギャンブルをやめることを誓い、家族と共に過ごせる日々の幸せをしっかり噛み締めている。
『24億脱出編』では恩返しをしに来たカイジと再会するも、呆れるどころか嫌悪しており、自分が渡した手切れ金も「捨てた金」と返済されるのを拒否する。カイジの説得にも動揺せず、「24億を手に入れた」と話すカイジをギャンブル中毒と見抜く。さらにカイジから「坂崎はギャンブルの外ウマに乗っていた状態」という理屈で1億800万円を渡されるが、カイジに対する不信からニセ札にしか見えず、それがかえって反感を売り不機嫌となる。カイジの行動に嫌気が差して堪忍袋の緒が切れ、「ニセ札を渡したら警察呼ぶぞ」とカイジを脅して完全に追い出した。しかし、カイジが回収し忘れた札が本物であったことに気付き、それらを持ってカイジらの元へ走る。カイジからあらためて1億800万円を渡された後、義理と恩返しを済ませたカイジから「俺達は東京を離れる。これが今生の別れになるかもしれない」と告げられ、再び彼らと別れた。その際、出発するカイジに「絶対に遊びに来るんやでぇ！」と本心を表に出し、カイジも坂崎と「沼」で共闘した際の一連の出来事を思い出し涙した。数日後、愛犬のチロと遊んだ後に帰宅するが、突如現れた遠藤らに拉致される。遠藤にレンタカーの手配場所を吐かせられそうになるが、手配場所の位置が判明したことで釈放された。この件で坂崎は遠藤に対して嫌悪を抱くようになった。

## 賭博堕天録
坂崎 美心（さかざき みここ）
声 - 久保ユリカ（パチスロ版・ゲーム『激熱の街』）
坂崎の愛娘。20歳。先述のように父親に顔がそっくり。顔だけは『賭博破戒録』から写真や坂崎の回想などで登場しているが、『堕天録』から正式に登場。カイジに好意を抱いており、カイジを誘い公園などへ行き、膝枕をねだったり腕に抱きついたりとかなり積極的で、しばしばカイジを困惑させている。カイジが居候していた間、時折2000円～3000円とお小遣いを渡していた。
『和也編』では、自身とカイジと、その交友関係をモデルにした『イカジくん』という漫画を描いている彼女の部屋での様子が描写される。その漫画の内容によるとカイジの自堕落な面も理解している様子。しかし、やや思い込みが激しい傾向にあり恋愛面ではどうにもカイジの心中を読めていない部分もある。
アニメ『破戒録篇』のエンディングでは、原作『堕天録』1話の公園場面を用いて登場しているものの、アニメ本編では最終話にてモブキャラクターとして一瞬しか登場していない。実写映画版では原作同様写真（父親役である生瀬勝久の顔を加工したもの）のみの出演で、こちらは原作と違い父親似の人相ではないため、カイジが彼女を見た時の反応も異なっている。
坂崎の妻
本名不明。メガネを掛けた中年女性。坂崎が会社をクビになり、パチンコ三昧の生活をしている姿に愛想を尽かして離婚し、十代半ばだった美心を連れて家を出て行った。しかし坂崎が「沼」で手に入れた金によって家を購入したのを機に和解し同居している。

### 賭博堕天録カイジ 和也編
光山（みつやま）
声 - 中西正樹（ゲーム『激熱の街』）
飲食店を経営する中年男性。年齢は40才過ぎ。チャンとマリオの雇い主。
経営は苦しく自転車操業をしている多重債務者であり、借金を返済できなくなったため、自身の腎臓を売ることになったが、B型肝炎を患っていたため臓器を売ることが出来ないと判断され、危うく地下強制労働施設送りになりそうだったところを、和也に身柄を1000万円で買われ、チャンとマリオと共に「救出」ゲームに挑むことになった。人生経験豊富なため、必要と有らば濡れ衣を着せられても敢えて受け入れるなど柔軟性がある。
来日して貧窮していたチャンとマリオに食事や仕事を提供した心優しい人間であり、救出ゲームでは3人での完走を固く誓っていたが、ゲームの最終局面で、和也の策略をきっかけに強烈な疑心暗鬼に陥ってしまい、最後はチャンとマリオを見殺しにして1人無傷で約7000万円を獲得する道を選び、さらには自身の行動を正当化しようとするほどに人間性を捨て去ってしまった（和也に「男らしい弱者」と皮肉られた）。そして見捨てられたチャンとマリオ、そしてその一部始終を見ていたカイジらの軽蔑の視線に気まずさを感じながらも、手中に収めた金を持って無言でその場から去っていった。
その後『24億脱出編』では、アパートにて、身の回りの荷物を取りに来たチャンとマリオと出くわし、彼らに対し餞別だと100万円ずつを渡そうとするが、そのパフォーマンスじみた仕草に逆に反感を買われ、彼らから相手にされずその人間性を徹底的に軽蔑される。
しかし二人が立ち去った後、餞別を渡さなくて済んだことを喜び、チャンとマリオを内心では見下した目で見ていた様子が描かれている。
後に母の日のプレゼントを買おうとデパートを訪れたマリオを目撃する。既にチャン、マリオとは袂を別っており、帝愛に協力するつもりであり、4億、6億の金を手にした(と思われる)二人のことを羨ましく、憎らしく思っている。その後、西嶋にマリオの居る場所を通報し、その情報が遠藤にも伝わった事で百貨店内のマリオを窮地に陥れた。
チャン（張博文 / チャン・ボーウェン）
声 - 坂田明寛（ゲーム『激熱の街』）
光山の下で働く中国人。光山の借金返済に協力して「救出」ゲームに挑む。
貧しい農村の出身。次男だったが中国政府の一人っ子政策で無戸籍状態（黒孩子）となっており、人間扱いされない労働生活を送っていた。戸籍を購入することと、家族を養うために日本に渡って出稼ぎすることを目指し、なけなしの金で買った日本語教材で必死に日本語を覚え、裏ルートで来日した。3人の中でも機転が利き、戦術を築いて活路を作ることが出来る。
光山に裏切られ殺されかけたところを助けてくれたカイジの仲間となり、共に打倒・和也を目指すことになった。
普段は冷静な性格だが、時に感情的になり、『ワン・ポーカー』の最中には黒服の高崎と言い合いになったこともある。
『24億脱出編』ではカイジ・マリオの２人と共に帝愛から勝ち金の24億円を持ち去り逃亡。3人の中で唯一の運転免許所持者であるため逃走車の運転手を務めている。
また、非常に生真面目でしっかり者なため、暴走しがちなカイジやマリオを咎めたりなど、３人の逃亡劇におけるカイジの右腕的役割を担う存在である。
マリオ・ガルシア
声 - 中西正樹（ゲーム『激熱の街』）
光山の下で働くフィリピン人。3人の中では一番若い。年齢は20歳前後。光山の借金返済に協力して「救出」ゲームに挑む。
ゴミの海「スモーキーバレー」の中で生計を立てる、貧民層最下のスカベンジャー出身。兄の一件（後述）で金に対して嫌悪感を抱くと同時に、未来を切り開くための希望も抱いている。
光山に裏切られ殺されかけたところを助けてくれたカイジの仲間となり、共に打倒・和也を目指すことになった。
『24億脱出編』ではカイジ・チャンの２人と共に帝愛から勝ち金の24億円を持ち去り逃亡。
周りに合わせる穏やかな性格で、やや弱気な面やズレた感性もあるが、警察の職務質問を回避するためにとっさにひったくり行為をしてチームの危機を回避するなどの勇気と機転を見せた。
アントニオ
マリオの兄。「正しい人間はいつか報われる」という、楽観的かつ良心的な人生観を持っていた。ホセじいさんを殺そうとしたペドロを止めようしたところ、誤ってペドロを殺してしまう。ホセじいさんの金はマリオに託し、ペドロとホセじいさんの死と向き合って弔おうと決意したが、その後、深夜に外を徘徊していたところ、崩れてきたゴミの山の下敷きとなり死亡。その人生観は弟のマリオが最終的に友情確認ゲームで仲間を救う拠り所となっており、自分のときは報われなくとも弟の中で息づいているが、それが仇となって光山に裏切られることとなった。
ペドロ
生まれた時からのスカベンジャーの暮らしですっかり気力を失った青年。ホセじいさんの金を狙って殺すと同時に、それを見咎めたアントニオと揉み合いになり、結果的に彼により殺される形となる。
ホセじいさん
スカベンジャーの老人。
若い頃、バブル景気の日本に出稼ぎした経験があり、その時の話を自慢すると同時にマリオとアントニオに日本語を教えていた。日本で稼いだ資金の残りをアントニオとペドロのどちらかに託すことになった際、前々から親切にしてくれていたアントニオを選んだが、ペドロに殺された。
和也の中学生時代の元同級生グループ（仮称）
和也の（形式上の）友人。和也と豪遊していく中で友好な交友関係を築いていたが、不良グループが現れた際に威圧に怯え、和也を裏切り売ったことで、金の関係だとは分かってはいても、友情が深まっているのではと淡い期待を抱いていた和也に対し、実際には彼を金づる同然の扱いしかしていなかったというギャップと事実を突きつけることとなってしまう。
不良連合J・F・K（ふりょうれんごうジェイ・エフ・ケイ）
和也の中学時代、同級生と宴会をやっている最中に現れた、暴力団も一目置く愚連隊。「J・F・K」とは、「ジャパン・不良・ケンカ同盟」の略称。
現金目当てに和也を拉致したが、その店から出る寸前に駆けつけた帝愛のボディーガードたちに制裁を受ける。この件が和也の心に癒えない傷と恐怖・トラウマを植えつけ、人格形成に大きな影響をきたす原因となった。

#### 劇中劇

##### 小説「愛よりも剣」
組長
兵藤和也の執筆した小説「愛よりも剣」に登場する人物。暴力団の組長。
不細工な風体。亜理沙に入れあげ5000万で囲おうとするが達也と駆け落ちされ、2人を拷問ギャンブルにかける。
心境などに若干違いはあるものの、モデルは和也本人である。
亜理沙（ありさ）
声 - 鷲見友美ジェナ（ゲーム『激熱の街』）
小説「愛よりも剣」に登場する架空の人物。クラブのホステス。
非常に自己中心的な性格。一方、自身の利害に関して目ざといなど保身に長け、最終的に達也を裏切る道を選ぶという非情な面もある。しかし、そのことが仇となって達也に報復の選択をされ、道連れで共に死ぬという最期を遂げた。
かつて和也を裏切って誅殺された女性をモデルにしている。
達也（たつや）
小説「愛よりも剣」に登場する架空の人物。クラブのボーイ。
亜理沙とは対照的に良心的な性格。組長のギャンブル中、最初は自分と共に亜理沙も生き残らせようと励ましていたが、最終的には彼女に裏切られ死ぬことになり、それに対して報復を選択し、亜理沙を道連れにした。
亜理沙同様のモデルがいる。

##### ループイカジくん
イカジくん
美心が描いた漫画（作中作）『ループイカジくん』に登場する、カイジをモチーフとした主人公。
カイジと自分の関係をモデルとしており、 （『ループイカジくん』の）美心に、これを機に真面目になるから…と金を無心し、翌日にはパチンコで摩ってしまうというダメな部分が描かれた。

### 賭博堕天録カイジ 24億脱出編
お父さん（仮称）
広島県の田舎に住んでいる農家の中年男性。一見惚けた容姿をしているが、チャンの素性を部分的に看破するなど目端が利く。
廃墟に軽トラを破棄し、立ち往生していたチャンと出会う。その後、チャンを自宅に一晩泊めることを勧める。実は普段から廃墟に捨てられる不審車を通報し、警察から感謝状をもらうことを趣味としている好漢。しかし、「チャンの破棄した軽トラに犯罪の痕跡がないこと」「チャンが善人で、大金を持っていること」を見抜いた末、高級旅館にコンパニオンを招いて泊まる代金（15万円）を貰うことを引き換えに、軽トラック破棄の件を見逃し、最寄り駅までの足を提供する。
有馬 猛（ありま たけし）
声 - いとうさとる（ゲーム『激熱の街』）
栃木県にある自動車ショップ「『地球のどまん中』有馬猛商店」の経営者。恰幅のいい体型とモヒカンが特徴。
かつてはサラリーマンをしており、上司からパワハラ同然の叱責を受け続けたことや、ホームレス生活も経験していることが回想で描かれた。それらの人生の辛酸を舐め続けたことから偏屈な性格になってしまった。
車を借りに来たカイジたちに対して「車を借りたら破棄して逃亡しないようにクレジットカードで払わせる」という方針から「クレジットカードがないなら現金150万円を一括で支払わなければ貸さない」と突き放す。しかし、カイジ達が車のレンタルのために車を購入することもできる金額・150万円を真顔で支払ったことで、カイジ達を自殺志願者と勘違いするもカイジ達の今後を応援しつつキャンピングカーを貸す。後にカイジ達がキャンピングカーを借りたかを調べに遠藤が訪れた際には、再三の彼の挑発にもカイジに貸したことを話すことはなく、ついには乱闘の末追い払い、カイジ達にキャンピングカーで逃走していることが帝愛にバレたことを伝えた。その後、カイジらが木崎とキャンピングカーを交換することを了承し、賃貸借契約書の名義をチャンから木崎に変更するための書類を木崎宅に送る。
伊藤 初江（いとう はつえ）
カイジの母。団地住まいで近所のスーパーで週5回のパートをしている。
目元が息子と瓜二つだが、かなりの天然ボケ。良く言えばお人好しで、そこの所はカイジに受け継がれているが、悪く言えば能天気で人を疑う事を知らない。子煩悩な性格でもありカイジに甘い。高橋親子の協力のもとにカイジが団地から脱出するための策を思いつく。別れの際にカイジの耳や指などの傷痕を発見し、さらに餞別として「怪しい金じゃないから」と書かれたメモと現金100万円を受け取ったが、どう考えても怪しい金にしか思えず、カイジが被っていたかつらを自身も被って息子の安全を祈った。
団地は『賭博黙示録カイジ』連載開始時に作者が住んでいた団地をそのまま描いている。
高橋 保（たかはし たもつ）
カイジと小学校・中学校が同じの幼馴染。初江と同じ団地住まい。ファミレスの雇われ店長。
休日返上で働く真面目な青年。バイク通勤をしており、カイジが団地から脱出する契機を作った。
高橋 奈々江（たかはし ななえ）
保の母。カイジが団地から脱出する際、囮役を担った。
中阪（なかさか）
カイジらが茨城県にある銀行で出くわしたバツイチの男。
妻と離婚して日が浅く、財産分与のため銀行に訪れた。帝愛からもらったチラシからカイジ達に賞金がかかっている事が明らかになり、のちにカイジだと分かって帝愛に報告した事によりカイジ達が茨城県内に潜伏している事が判明する。その後、情報提供報酬として遠藤から10万貰う。
石高 浩貴（いしだか ひろき）
カイジらがオートキャンプ場で出会った中年男性。独身者。看板屋を営む両親と同居している。
眼鏡と無精ひげが特徴。根は悪くないが、妙に子供っぽい性格。猪熊の追跡を受けるカイジから手助けを求められ、振り切るための鍵となった。その後、カイジたちを自宅に歓迎したうえに自身のキャンピングカーと交換するなど、彼らの協力者になっていく。別れ際、木崎に諭されて心付けを受け取り、涙ながらにカイジたちを見送った。しかし、カイジらが方針変更して近所の一軒家を借りることになり、大喜びで休肝日を設けた。
モデルは作者の友人。
木崎（きざき）
石高の友人。同じく独身者。不動産屋を営んでいる。
坊主頭と無精ひげが特徴。石高に劣らず子供っぽい性格だが、彼よりも良識的。仕事柄、不動産関係にまつわる知識に精通しており、カイジたちに助言を送った（先に入居してから書面申請で役所は対応してくれるという旨）。
猪熊 武志（いのくま たけし）
カイジらが遭遇した帝愛の債務者。愛車はユーノスロードスター。44歳。
醜悪な容貌をしている。名前の通り、猪突猛進な性格。債務完済と2台目のロードスター購入を目論んでカイジらを追跡し、ガス欠寸前のキャンピングカーをあと一歩まで追い詰める。しかし、石高の妨害行為とカイジの機転により見失う。
倉田 吾郎（くらた ごろう）
有限会社『リサイクルショップ倉田』の経営者。
抜けた前歯が特徴。営業時間中、平気で居眠りをするなど接客態度は芳しくない。前述の有馬に負けず劣らず偏屈な性格をしており、疑い深いうえにケチな面もある。しかし、なんだかんだで商品を大量購入してくれるカイジたちに心を開く。
三橋 モネ（みつはし モネ）
カイジらが借りた家の向かいの家に住む老女。84歳。娘と同居している。「年をとったら健康でいることが仕事」と考え、昼間はスポーツジムで筋トレや体操や水泳に励むほど壮健。
引っ越しの挨拶に来ないカイジらに怒りの感情を抱いている。カイジとチャンの後ろ姿を目撃してカップルと勘違いし、カイジらの家の表札が「伊藤」からカイジらが出前を取るために急遽考えた偽名「蒲池」に変わったことで夫婦別姓で揉めていると考える。
タクシー運転手
カイジがマリオのデパート脱出に、唯一協力してくれた個人タクシー「松本タクシー」の高齢な運転手。60秒息を止めると死んだふりが出来たり、目が見えない、耳が遠いの特徴が有る。緊急を要する客からの逃亡依頼を何度も成功しており、一度請けた依頼は必ず遂行するなど律儀である他、追加料金さえ払えば客からの依頼を柔軟に変更しても構わないなど現金な性格をしている。一方で、カイジの「マリオが悪質なストーカーに追われている」事が嘘で、実際は組織レベルの強大な敵に追われている事を、カイジの言った出入口に居る帝愛の布陣から見抜いたりなど、高い推理力を持っている。口癖は「ダイジョウビ」。

## 「ファイナルゲーム」の登場人物
桐野 加奈子（きりの かなこ）
演 - 関水渚
本作のメインキャラの一人で、原作には登場しない劇場版オリジナルキャラクター。「キュー!」と叫ぶ癖がある。
大阪で開催された第2回救済イベントの優勝者で、自称:ラッキーガール。かなりの運の持ち主で、その運を買われて東郷にスカウトされた。カイジより年下だが、彼にはタメ口で会話する。
高倉 浩介（たかくら こうすけ）
演 - 福士蒼汰
本作における最大の敵で、原作には登場しない劇場版オリジナルキャラクター。
元経済産業省官僚で、現在は首相首席秘書官を務め「影の総理」と呼ばれている男。接待で行われる「ゴールドジャンケン」は権力者の間では有名。
弱者を「生産性のない底辺の人間」「虫けら」と見下している上、「景気が悪化する日本を沈めるまで食い尽くすピラニアの群れ」としても見て忌み嫌っているが、同時に彼らが自身に噛み付いてくる事も異常に恐れている節がある。プライドも高い上に想定外の事態が起こった際は冷静さを欠いた往生際の悪さを見せるなど、利根川や一条と比べて器が小さいところもある。日本の急激な景気悪化を止めるため、預金封鎖を実施し、国民の資産を使って国の借金を相殺しようと企む。
最後の審判に臨む黒崎のバックとして、カイジ達に様々な妨害工作を行い、さらに「念には念を」という理由で天命の儀の日程を予め前倒しで行うなど等の措置でカイジ達を追い詰めるが、東郷の策略で造幣局を買収したカイジに地下金庫のパスワードを変更されてしまい、その地下金庫、入口、トランクの3つの番号をかけてカイジと「ゴールドジャンケン」で直接対決を行う。結果的に敗北はしたが、トランクは翌日の午前12:00に自動解除されること、地下金庫と入口の番号さえ取ればいいことを告げ、自身の勝利を宣言し、預金封鎖を実施したが、トランクの中身が表面の新札以外が全て旧札にすり替えられており、カイジから勝負時点で既にトランクの自動解除の事実を把握していたこと、トランクの番号だけを死守することだけを頭に入れていたことを教えられた。
その後、政府によって預金封鎖は中止された上に、菅原達によって地下金庫の監視カメラの映像が流出したことで、政府高官達が預金封鎖から勝ち逃げしようとしていたことを世間に晒されてしまい、カイジに殴りかかろうとするが、底辺の人間を切り捨てようとした政策と自身の自惚れを批判され、カイジから「お前は自分が切り捨て、排除しようとしていた虫けらに負けた」と敗北を告げられた。
その後は何も言わず去っていくカイジを力なくただ見つめた。
廣瀬 湊（ひろせ みなと）
演 - 新田真剣佑
東郷の秘書を務める男で本作のメインキャラの一人。原作には登場しない劇場版オリジナルキャラクター。
東郷の秘書を3年間務めており、余命幾ばくも無い東郷の日本を救う計画のため、カイジと加奈子にギャンブルの協力を依頼する。
実は東郷と彼の愛人との間に出来た子供であり、彼の出生がストーリーに大きく関わってくることとなる。
東郷 滋（とうごう しげる）
演 - 伊武雅刀
「日本の不動産王」と呼ばれている男。原作には登場しない劇場版オリジナルキャラクター。
500億円もの資産を持つが、余命僅かなため、その残りの寿命で少しでも日本に尽くしたいと思い、救済イベントを開催していた。妻と別れた後にできた愛人がいたが、ある日突然、愛人とその息子を捨てたという。
政府が預金封鎖を実施しようとしていることを知り、それを止めるため、救済イベントで優勝したカイジと加奈子にギャンブルへの協力を依頼する。
黒崎との最後の審判の戦いの最中に体調を崩してしまい、ゲーム終了後に病院で息を引き取ったことがカイジ達に告げられた。しかし彼の計画や加奈子が彼から預かっていた携帯電話がカイジ達の窮地を救うこととなる。